# Peep and the Big Wide World
Peep and the Big Wide World е канадско-американски анимационен сериал, създаден за TLC и TVOKids през 2004 г. в един сезон. Сюжетът засяга живота на Пийп, Чирп и Куак, докато зрителят открива и изследва света около тях. Сериалът се базира на едноименния късометражен филм от 1988 г., който от своя страна е създаден по идея на късометражния филм от 1962 г. The Peep Show.